# Iskudar

Iskudar (ook: Iskudarta) is een dorp in het uiterste noorden van het district Oodweyne, regio Togdheer, in de niet-erkende staat Somaliland (en dus formeel nog steeds gelegen in Somalië).

Iskudar ligt vrij hoog (1638 m) in de aride zuidflank van het Golis gebergte (Qar Golis) aan een rivierbedding waar kleinschalige landbouw plaatsvindt die met omheiningen is afgeschermd tegen grazend vee.